# Уильям Мейсон (паровоз)
«Уильям Мейсон» (амер. англ. William Mason) — американский паровоз типа 2-2-0 (амер. англ. 4-4-0 «American»), выпущенный в 1856 году заводом Mason Machine Works для железной дороги «Балтимор и Огайо» и получивший на ней номер 25. В настоящее время хранится в рабочем состоянии в железнодорожный музей «Балтимор и Огайо» (англ. Baltimore and Ohio Railroad Museum), что находится в Балтиморе (штат Мэриленд, США). «Уильям Мейсон» является самым старым американским паровозом из сохранившихся в рабочем состоянии, а также вторым из старейших паровозов дороги «Балтимор и Огайо» (но не американских паровозов вообще), так как уступает паровозу № 57 «Мемнон» типа 0-4-0 выпущенному в 1848 году.

## Постройка и начало карьеры
Паровоз, как уже было указано ранее, был построен в августе 1856 году заводом Mason под заводским номером 46 для дороги Baltimore and Ohio и, вероятно, предназначался для перевозки пассажиров. На дороге ему присвоили номер 25, который перешёл от предыдущего паровоза типа 2-2-0, выпущенного заводом Уильяма Норриса в 1839 году. В ноябре 1856 года паровоз № 25 был введён в эксплуатацию. Имени у данного локомотива на тот момент ещё не было. Основной отличительной особенностью нового паровоза по сравнению с предыдущими паровозами дороги являлась трёхточечная система рессорного подвешивания, то есть статически определимая и, в отличие от применявшейся ранее индивидуальной системы, не требовавшая точной подгонки рессор. По конструкции в целом это был «Стандартный американец» (англ. American Standard). Также, в отличие от паровозов своего типа, в том числе и от «Генерала», паровоз № 25 имеет несколько изменённую конструкцию дымоходов и дымовой трубы, что в целом позволило снизить высоту центра тяжести и улучшить динамику локомотива.

## Отставка и сохранение

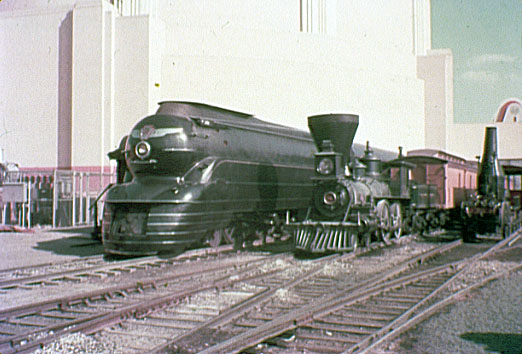
Уильям Мейсон (в центре) на Всемирной выставке в Нью-Йорке (1939 год). Слева — K4s № 3768 с обтекаемым капотом

Паровоз № 25 проработал на дороге Балтимор и Огайо 36 лет. Существуют предположения, что именно он в 1861 году вёл поезд с Авраамом Линкольном из Спрингфилда (штат Иллинойс) до Вашингтона на инаугурацию, а в 1865 году привёл в Спрингфилд траурный поезд с телом президента. Об этом дают судить изображения этого паровоза на картинах в Библиотеке Авраама Линкольна и в Линкольнском Мемориальном университете (Харрогейт, штат Теннесси). В 1882 году номер паровоза сменился на 55, а через 10 лет, то есть в 1892 году, паровоз отставили от работы и перевели в запас. Но его не списали, так как дорога Балтимор и Огайо старалась сохранить свои лучшие паровозы, и № 25 попал в их число. Паровозу вернули первоначальный номер, присвоили имя «Уильям Мейсон» (William Mason) в честь создателя (сам Уильям Мейсон умер в 1883 году, а завод за 30 лет его правления (1853—1883) выпустил 754 паровоза) и в 1893 году представили на Всемирной выставке в Чикаго. Также паровоз выставлялся в 1904 году на Всемирной выставке в Сент-Луисе, в 1927 году на «Ярмарке стальных коней» (англ. Fair of the Iron Horse) и в 1948 году на Чикагской железнодорожной ярмарке. В 1953 году паровоз в числе первых экспонатов был переведён в только что открывшийся музей дороги «Балтимор и Огайо», где и находится вплоть по настоящее время.

## Паровоз в кино
В отличие от многих музейных паровозов, которые становятся статическими, то есть практически памятниками, «Уильям Мейсон» поддерживался в рабочем состоянии. Это позволило использовать его для съёмок в фильмах на историческую тематику. Так в 1956 году в фильме The Great Locomotive Chase (в советском прокате — «Крутой маршрут») перекрашенный паровоз предстал в роли «Генерала» (в качестве другого паровоза —  «Техас» — сняли № 22 Inyo 1875 года постройки). В следующем году «Уильям Мейсон» появляется в фильме «Округ Рэйнтри», после чего был надолго переведён обратно в музей. Однако в 1998 году паровоз возвращают в рабочее состояние и он снимается в фильме «Дикий, дикий Вест». Также из фильмов где появляется паровоз можно отметить «Бессмертные» 2002 года и «Боги и генералы» 2003 года.

## Текущее состояние
В феврале 2003 года из-за метели рухнула крыша музея «Балтимор и Огайо», в котором находился паровоз. Пострадали многие экспонаты, но по счастливой случайности «Уильям Мейсон» в этот момент в музее отсутствовал, так как проходил проверку в Федеральной железнодорожной администрации (англ. Federal Railroad Administration). В ноябре 2004 года здание музея окончательно восстановили и паровоз был возвращён на своё место. По выходным паровоз часто совершает рабочие поездки.